# サードの定理
サードの定理（サードのていり、英: Sard's theorem）、サードの補題、モース・サードの定理は解析学の定理で、「ユークリッド空間（または多様体）から他のユークリッド空間（または多様体）への滑らかな関数 f について、f の臨界点全体の f による像は、ルベーグ測度が 0 である（つまり、零集合である）」ことを言うものである。ルベーグ測度が 0 であるというのは、そのような点が「ほとんどない」ということである。

## 定理の内容
具体的には以下の通りである（Sternberg (1964, Theorem II.3.1)、Sard (1942)）。
「関数 f : Rn → RmはCk級で（つまり、f はk回連続微分可能で）、k は k ≧ max { n - m + 1, 1} をみたすとする。また、f の臨界点（つまり、Rn上の点 x のうち、点 x における f のヤコビアンの階数が m より真に小さいような点 x）全体の集合を X とかくものとする。このとき、X の像 f ( X ) のRm におけるルベーグ測度は、0 である。」
これは、直感的に言えば、集合 X が大きな集合であっても、その像はルベーグ測度の意味で大変小さいということである。f には、定義域 Rn上の「臨界点」はたくさん存在するのかもしれないが、終域 Rm 上の「臨界値」は少数しか存在しないということである。
そして一般に、上記の内容は m 次元の第二可算な微分可能多様体 M から n 次元の第二可算な微分可能多様体 N への写像について成り立つ。ただし、Ck 級関数 f : N → M の臨界点とは、点 x における f の微分 df : TN → TM の線形変換としての階数が m より真に小さいような点 x のことである。このような点 x 全体の集合を X とするとき、サードの定理によれば、k ≧ max { n - m + 1, 1 } のとき X の f による像が M の部分集合として測度 0 であるというのである。
このことは、ユークリッド空間についてのサードの定理をもとに、多様体に可算個の局所座標空間の貼りあわせを考えることによって導かれる。なぜならば、「測度 0 の集合の可算個の和集合は測度 0 である」ことと、局所座標空間の部分集合について「測度 0 であるという性質は、微分同相によっても変わらない」ということから、それぞれの局所座標において議論すればすむからである。

## 定理の他の形
この定理にはいろいろな形が知られており、それぞれの分野において特異点の理論の基礎となった。
まず、m = 1 の場合を証明したのは1939年のモースである(Morse 1939)。また、一般の場合を証明したのは1942年のサードである(Sard 1942)。
さらに、無限次元のバナッハ空間については、スメールが証明した。
本定理は、高度な解析学を用いて証明される強力な定理である。位相幾何学においては、（たとえば、ブラウワーの不動点定理や諸々のモース理論の応用において）本定理の系である「定数写像でない滑らかな写像は少なくとも 1 つの正則な値をとる」、あるいは「――したがって、少なくとも 1 つの正則点がある」という定理を導くためにたびたび使われている。
1965年に、本定理はサードによってさらに一般化された。それによると、f : M → N が Ck 級で、k ≧ max { n - m + 1, 1 } であるとし、M 上の点 x であって dfx の階数が r 以下であるような点 x 全体の集合をArとするとき、f ( Ar ) のハウスドルフ次元は r 以下であるというのである。

## 参照
- Sternberg, Shlomo (1964), Lectures on differential geometry, Englewood Cliffs, NJ: Prentice-Hall, pp. xv+390, MR0193578, Zbl 0129.13102.
- Morse, Anthony P. (January 1939), “The behaviour of a function on its critical set”, Annals of Mathematics 40 (1):  62–70, doi:10.2307/1968544, JSTOR 1968544, MR1503449.
- Sard, Arthur (1942), “The measure of the critical values of differentiable maps”, Bulletin of the American Mathematical Society 48 (12):  883–890, doi:10.1090/S0002-9904-1942-07811-6, MR0007523, Zbl 0063.06720.
- Sard, Arthur (1965), “Hausdorff Measure of Critical Images on Banach Manifolds”, American Journal of Mathematics 87 (1):  158–174, doi:10.2307/2373229, JSTOR 2373229, MR0173748, Zbl 0137.42501 and also Sard, Arthur (1965), “Errata to Hausdorff measures of critical images on Banach manifolds”, American Journal of Mathematics 87 (3):  158–174, doi:10.2307/2373229, JSTOR 2373074, MR0180649, Zbl 0137.42501.
- Smale, Stephen (1965), “An Infinite Dimensional Version of Sard's Theorem”, American Journal of Mathematics 87 (4):  861–866, doi:10.2307/2373250, JSTOR 2373250, MR0185604, Zbl 0143.35301.